# Cathédrale de la Transfiguration-du-Sauveur de Torjok
Pour les articles homonymes, voir Cathédrale de la Transfiguration.
La cathédrale de la Transfiguration-du-Sauveur de Torjok est une cathédrale orthodoxe construite en pierre, située dans la ville de Torjok, dans l'oblast de Tver, en Russie européenne. L'édifice de style Empire russe est classé dans la liste de l'héritage patrimonial de la Russie d'importance fédérale depuis 1960.

## Géographie
L'église est située dans la ville de Torjok, dans l'oblast de Tver. Il se trouve sur le quai de Novgorod de Torjok.

## Histoire
Le premier édifice sur le site remonte à 1163, et la cathédrale brûla en 128. Elle fut reconstruite en 1364, mais brûla à cause de la guerre en 1372. Le temple reçut les reliques de la sainte princesse Juliania de Viazemski en 1406.
L'édifice était délabré au début du XIXe siècle. L'architecture Carlo Rossi fut missionné pour la construction d'un nouvelle édifice, et les travaux commencèrent en 1812. Les travaux prirent fin en 1822. Fermée pendant la période soviétique, elle est réouverte en 2018.

## Patrimonialité
L'édifice est classé dans la liste de l'héritage patrimonial de la Russie d'importance fédérale sous le no 691410181320006.